# Toghon Temür
Toghon Temür eller Uqaγatu khan eller Kejsar Shun, född 1320, död 1370, var den sista mongoliska kejsaren i den kinesiska Yuandynastin. Toghon Temür regerade Kina från 1333 till 1368. Toghon Temür var efter Djingis khan, den mongoliska ledare som regerat Mongolväldet längst tid.

## Biografi
Toghon Temür tillsattes som barn efter att den sittande sexåriga barnkejsaren Irinjibal khan avlidit 1332. Änkekejsarinnan Budashiri och den mäktiga tjänstemannen El Temür hade olika uppfattningar om vem som skulle efterträda Irinjibal khan, vilket ledde till att Toghon Temür kunde tillsättas först 1333 efter att El Temür avlidit. Toghon Temür stod fram till 1339-40 under förmynderskap av änkekejsarinnan Budashiri. Som ung lärde sig Toghon Temür kinesiska och kinesisk kalligrafi och var sannolikt högt begåvad, men var ingen stark ledare. Under hans tid vid makten föll Yuandynastin samman. Från 1350-talet slutade Yuandynastin att fungera utanför huvudstaden efter att olika fraktioner kämpade om makten runt om i riket. År 1368 beslutade Toghon Temür att lämna Kina och flydde upp till mongolernas kärnområde i norr och upprorsledaren Zhu Yuanzhang utropar sig som kejsar Hongwu och grundar Mingdynastin. I motsats till andra kinesiska härskare som varit den sista i sin dynasti blev Toghon Temür varken avrättad, tillfångatagen eller avsatt och han abdikerade aldrig formellt. Han, och hans ättlingar, fortsatte som lokalfurstar för Norra Yuandynastin tills de senare upptogs i Qingdynastin

## Regeringsperioder
- Yuantong (元統) 1333-1334[7]
- Zhiyuan (至元) 1335-1340[7]
- Zhizheng 至正 1341-1368 (1370)[7]